# Шишалдин (вулкан)
Вулкан Шишалдин (енгл. . Shishaldin Volcano) активни је вулкан на Аљасци. Налази се на острву Унимак и највиша је тачка Алеутских острва. Са надморском висином од 2857 м. трећи је вулкан по висинин међу острвским вулканима у САД.

## Активност
Велик број ерупција вулкана Шишалдин регистрован је у 18, 19. и 20. веку. Последња ерупција је била 2004. године.

## Пењање на врх
На врх вулкана први се званично попео Џ. Питерсон са своја два пратиоца 1932.године. С обзиром на благи нагиб падине вулкана (40 степени), могуће је да су врх много раније освојили становници Алеутских острва, становници Русије или неко други. Локално становништво се често на скијама спушта падином вулкана (дужина вертикалног спуста је 1830 м. )